# Mecodina aequilinea
Mecodina aequilinea là một loài bướm đêm trong họ Erebidae.